# Richmond Park
Richmond Park är en park i Storbritannien.   Den ligger i grevskapet Greater London och riksdelen England, i den södra delen av landet, 13 km sydväst om huvudstaden London. Richmond Park ligger 41 meter över havet.
Richmond Park är den största av Londons kungliga parker och den näst största parken i London efter Lee Valley Park. Med sina 955 hektar är den jämförbar i storlek med Bois de Vincennes på 995 hektar och Bois de Boulogne på 846 hektar i Paris. Richmond Park är ett nationellt naturreservat.

## Historik

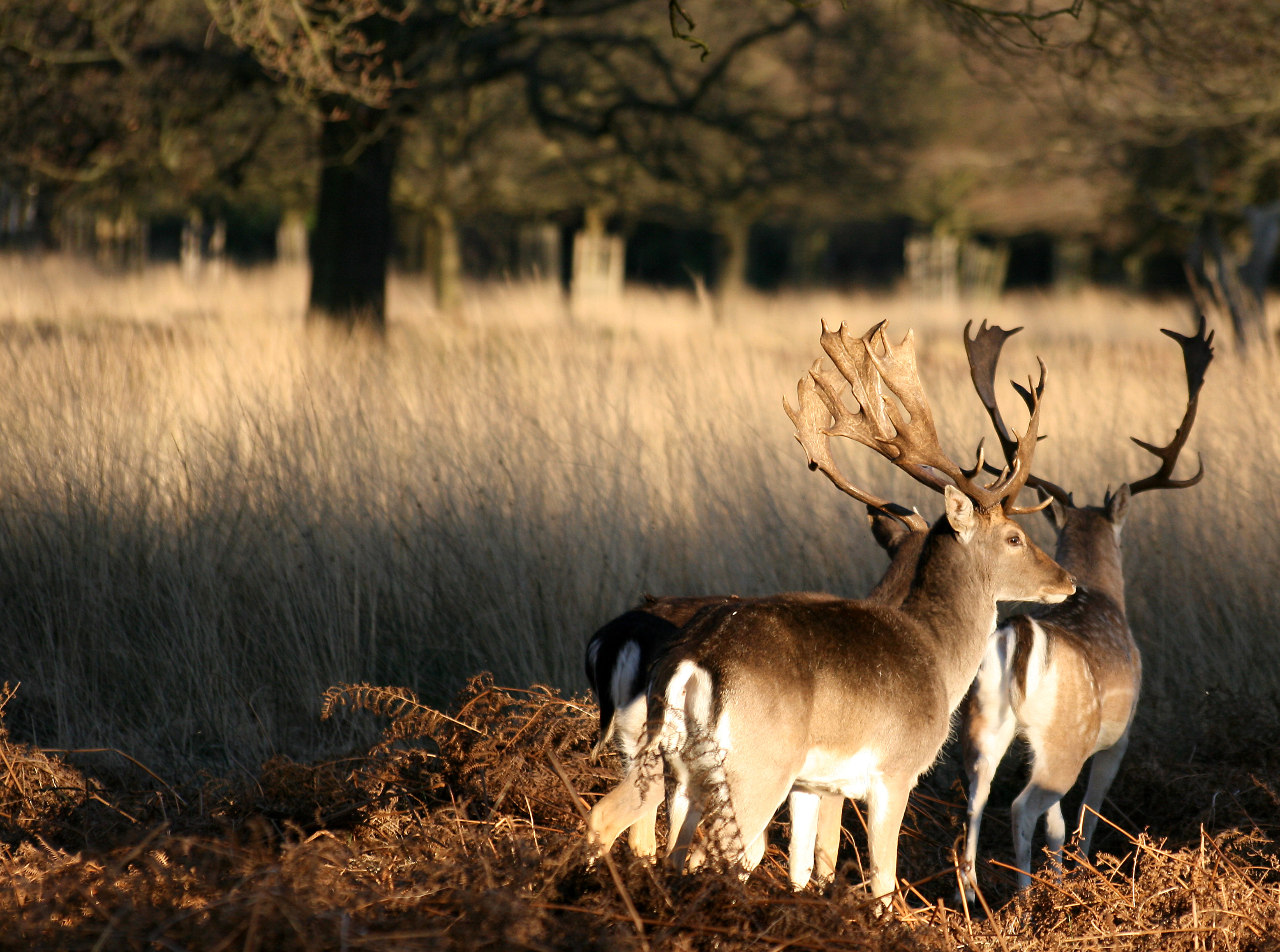
Dovhjortar i Richmond Park

Kung Charles I lät inhägna området på 1600-talet för säkerställa tillgången på vilt till kungahusets jakter. Historiskt sett har parken tillhört kungahuset, men idag är den tillgänglig för allmänheten. Faciliteterna i parken utnyttjades   bland annat under de olympiska spelen i London år 1948 och år 2012. 

## Natur

### Djurliv

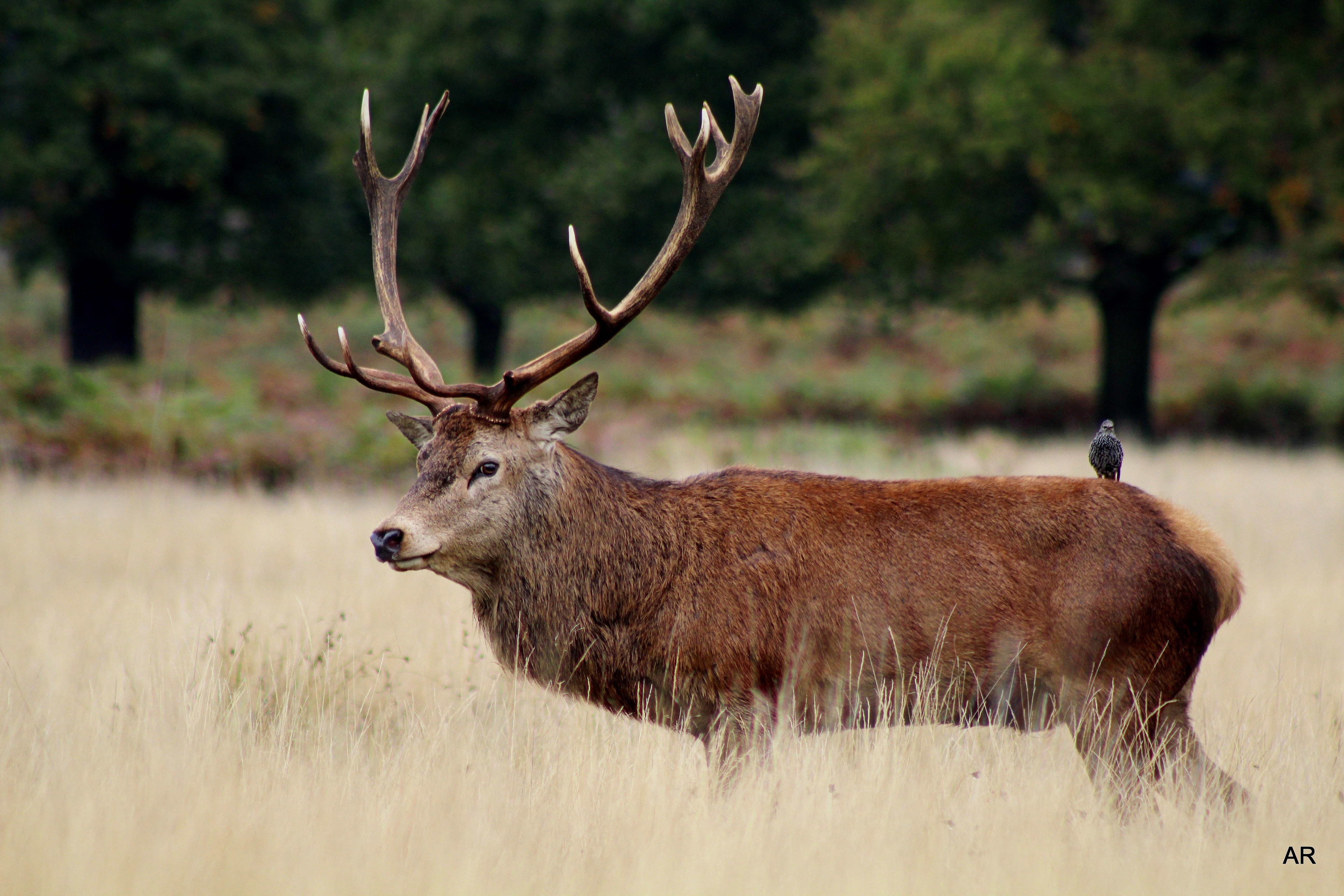
En hjort och en stare

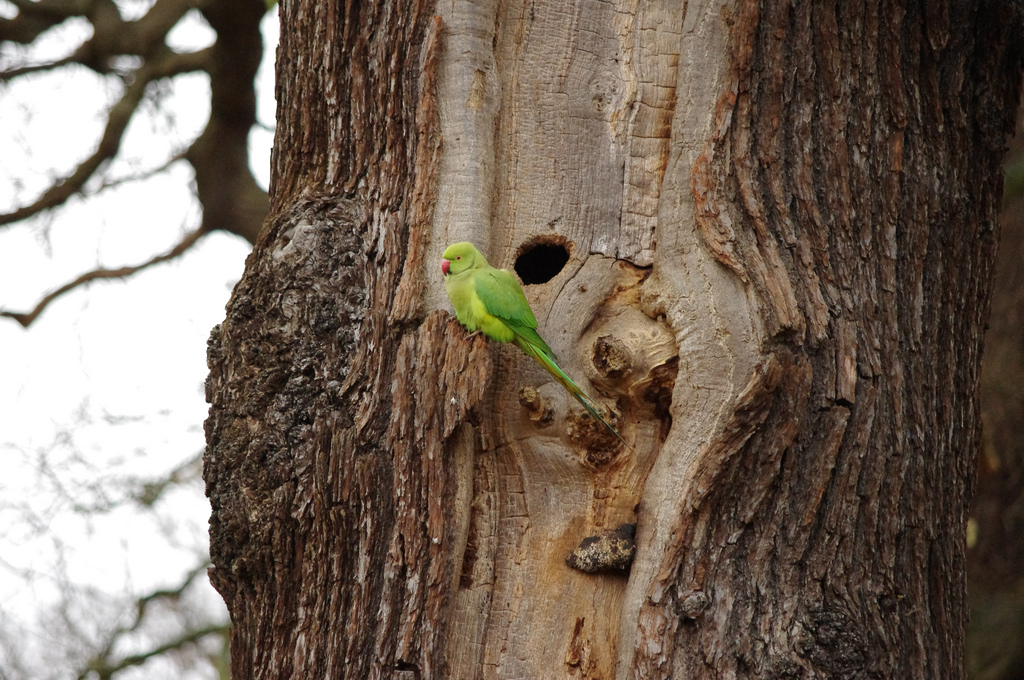
Halsbandsparakit

Eftersom Richmond Park från början var avsedd för jakt har den idag omkring 630 kronhjortar och dovhjortar som går fritt i stora delar av parken. Varje vinter skjuts cirka 200 hjortar för hålla beståndet under kontroll.
Parken är viktig även för andra arter såsom hackspettar, ekorrar, kaniner, ormar, grodor, paddor, ekoxar och många andra insekter samt en mängd olika träd och svampar. Det finns också ett stort bestånd av papegojor, troligen halsbandsparakiter, som har rymt eller släppts fria från fångenskap.

### Vattenområden

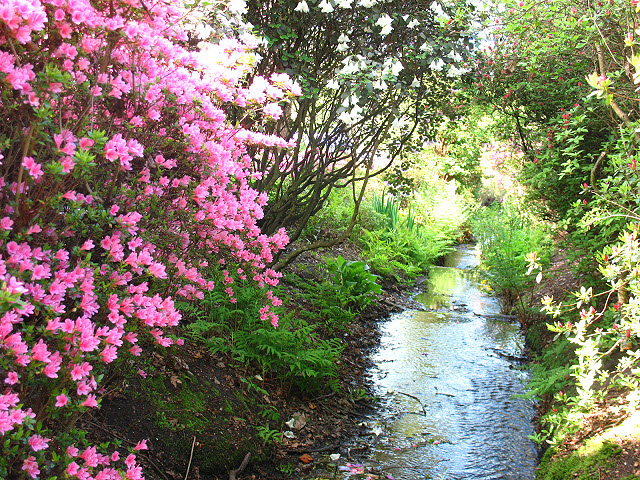
Ett vattendrag i Isabella Plantation

Det finns cirka 30 dammar i parken. Några av dem har använts till dricksvatten för boskap. De äldsta dammarna Pen Ponds, som har använts till karpodling, är från år 1746. De härrör från ett dräneringsdike som grävdes i början av 1700-talet och senare utvidgades. Pen Ponds får sitt vatten från vattendrag i högre liggande områden och har utlopp i Beverley Brook. Det växer vass och näckrosor i bäcken och den är ett tillhåll för hjortar och mindre djur. Den har fått sitt namn efter de bävrar (Castor fiber) som tidigare fanns här. De flesta vattendragen i parken mynnar ut i Beverley Brook.
Den på 1800-talet anlagda Isabella Plantation försörjs av ett separat vattensystem från 1950-talet där vatten från Pen Pond pumpas till flera andra dammar.
Parkens senaste damn är  Attenborough Pond som invigdes av Sir David Attenborough i juli 2014.

## Omgivningar
Terrängen runt Richmond Park är platt. Runt Richmond Park är det mycket tätbefolkat, med 3 022 invånare per kvadratkilometer. Närmaste större samhälle är City of London, 15,4 km nordost om Richmond Park. Runt Richmond Park är det i huvudsak tätbebyggt.
Kustklimat råder i trakten. Årsmedeltemperaturen i trakten är 10 °C. Den varmaste månaden är juli, då medeltemperaturen är 20 °C, och den kallaste är december, med 1 °C.